# Benoît Philippe
Benoît Philippe, né en 1959 à Baden-Baden, est un poète qui rédige également des poèmes en espéranto.

## Biographie
Philippe est né en 1959 à Baden-Baden (République fédérale d’Allemagne) et a vécu dans le quartier français qui existait à cette époque où il fréquenta les établissements de l'enseignement français en Allemagne. Il passa le baccalauréat français. 
Benoît Philippe fit des études de philologies allemande et française à l’université de Fribourg-en-Brisgau (République fédérale d’Allemagne). C’est au début de ses années d’étudiant qu’il découvrit l’existence de l’espéranto qu’il commença à apprendre peu après en 1980. Il poursuivit ses études de linguistique et de littérature française à l’université de Constance (République fédérale d’Allemagne) de 1983 à 1991, date à laquelle parut sa thèse de doctorat sous le titre Sprachwandel bei einer Plansprache am Beispiel des Esperanto (évolution linguistique dans une langue planifiée à l’exemple de l’espéranto).
Il travailla comme professeur de français et d’allemand à Dresde (République fédérale d’Allemagne) où il assure la gestion de la Saksa Esperanto-Biblioteko.
Maintenant il travaille à Prague.

## Œuvres

### Poésie
- Gedichte (24 poèmes en allemand), 1979.
- Verse reversi, Mondial, Novjorko, 2008, 159 p.  (ISBN 9781595690975).
- Kvazaŭ varfo. Originalaj poemoj. Novjorko: Mondial, 2016, 203 p.  (ISBN 9781595693327).

### Anthologies
- Glaŭka lum'. Geja antologio (redaktis). Vieno/Zaragoza: Pro Esperanto/Fundación Esperanto, 1994, 88 p.  (ISBN 3851820169).

### Essais
- Sprachwandel bei einer Plansprache am Beispiel des Esperanto. Konstanz: Hartung-Gorre, 1991, 362 p.  (ISBN 3891914806).

### Traductions
- Badenlanda legendaro de la Konstanca Lago. Dobřichovice: Kava-Pech, 1998, 127 p.  (ISBN 8085853396).
- Helfricht, Jürgen: La Dresdena Sinjorina preĝejo. Kroniko de la jaro 1000 ĝis hodiaŭ. Dobřichovice: Kava-Pech, 2013, 86 p.  (ISBN 9788087169421).

### Autres
- Alphabetischer Katalog der Sächsischen Esperanto-Bibliothek. Alfabeta katalogo de la Saksa Esperanto-Biblioteko (3 vol.). Dresden: Sächsische Esperanto-Bibliothek, 2001, 2007, 2016.

## Source secondaire
- (en) Geoffrey Sutton, « Benoît Philippe », dans Concise Encyclopedia of the Original Literature in Esperanto, New York, Mondial, 2008 (ISBN 9781595690906), p. 449.